# 草莓危機
《草莓危机》是日本電擊G's雜誌（MediaWorks）於2003年11月號開始的讀者參與計劃。動畫版於2006年4月開始在日本地區播放（全26集）。

## 概要
- 本作品是妹妹公主結束後的企劃之一。受到了「瑪莉亞的凝望」風格的影響、結合了「百合」的特徵。跟妹妹公主與双恋作風完全相反，擺脫過去的標準的作為目標。
- 登場人物所屬的學園設定上屬於中學到高中六年一貫，分為一～六年級生，1～3年級生為中學生、4～6年級生為高中生。

- 相對於其他的百合動漫（如神無月的巫女等），本部動畫較其他的還要更深入女孩與女孩之間的愛戀，而非友誼；比起瑪莉亞的凝望，本部完全沒有男性角色的出現，完全講解女孩與女孩，沒有任何的「外人」介入。

- 動畫的作畫對於許多觀眾來說，是屬於非一般正常性向的愛戀，劇情與漫畫有差異性，相較於動畫是比較曖昧性質，漫畫則帶給讀者許多驚艷，畫風和劇情走向都令人滿意。建議從漫畫進入草莓危機的世界。當然，也是可以從動畫進入的。

## 簡介
在阿絲特勒艾亞山上有三所女子學校。聖米雅托爾女學園（「聖ミアトル女學園」），聖斯畢卡女學院（「聖スピカ女學院」），聖魯‧莉姆女子學校（「聖ル·リム女學校」）。三所學校不僅結成了姐妹學校的緊密關係，而且三校還爲外地來的求學者們設立了共同的女子宿舍——“草莓女子宿舍”。 
阿絲特勒艾亞山……這是個不允許男子踏入的聖地……
這裏是清純無垢的少女們所生活的美麗世界……在這裏，她們的關係漸漸地超越了少女之間的友情——被稱作“百合”的羈絆。
在這個完全隔絕了男性的百合世界中，發生了一系列少女和少年們都能快樂地欣賞的故事……
少女們各自在聖米爾都女學園、聖史彼加女學院和聖雷利姆女學校就學。在這三所不同的女校裏，她們邂逅了自己的學姐、同班同學和學妹，在學校與宿舍裏經歷了屬于自己的喜怒哀樂，少女們的心也因此漸漸走近…… 
由於某些原因而轉入了聖米亞特爾學園的4年級學生（初高中連讀，其實也就是高中一年級）“渚砂”在全新的學園生活面前心跳不已。入學的第一天，她與至高無上的“閃星”（“艾特瓦爾”，法語中星星的意思。閃星擁有著管理3所學校所有班聯會事務的絕對權利與威望，同時也是個最需要負責任的職位）“花園靜馬”相會了，在那一瞬間，她完全被她那令人傾倒的魅力所征服了。另一方面，靜馬也被渚砂的溫柔所吸引，用雙手托起了她的臉龐，然後…

## 登場人物
注意：本表中文譯名並非官方版本，而是網路上約定俗成的稱法。

### 聖米雅托爾女學園
(Miator Girl's School)
- 蒼井 渚砂（あおい なぎさ）（配音員：中原麻衣）

四年月組——喜歡泡澡的悠閒少女。就學于歷史悠久的名門女校——聖米爾都女學園的渚砂，原本是一名非常普通的、喜歡向家中的哥哥撒嬌的女孩子，在來到這所女校之後，驚歎於學校以及無數優秀學生所帶來的壓力，然而她平時的個性與習慣卻未曾改變。慢性子的她，興趣是在浴室裏泡澡。每次洗澡的時間固然很長，而且有時間的話，一天能洗上兩到三次！
※誌上遊戲以及PS2版遊戲沒有姓氏。
- 花園 靜馬（はなぞの しずま）（配音員：生天目仁美）

六年雪組——全校女生憧憬的學姐大人竟是親吻魔！？擁有逼人的美貌和高貴的氣質與口吻，被比作“盛開在聖米爾的牡丹花”的花園靜馬，理所應當地沐浴在女孩子們憧憬的目光之下。對自己喜歡的後輩女生態度積極，有時甚至會給對方帶來壓迫感，而且，這樣的她，實際上竟然還有親吻其他女孩子這樣危險的癖好！從渚砂轉來聖米爾的第一天，靜馬就喜歡上了她。結果是……？
- 月館 千代（つきだて ちよ）（配音員：齋藤千和）

一年花組——容易被嚇到的令人憐惜的少女。渚砂的後輩，性格内向的千代，從幼稚園時期就在聖米爾就學，可愛的容姿和性格使她在學姐當中頗具人氣。很容易被意外的事件嚇到，一旦陷入驚嚇的狀態，淚水就在她美麗的雙眼裏打轉，而她本人更是一句話都說不出來……愛稱是“Maru”。
※在動畫中千代是十分仰慕渚砂。
- 涼水 玉青（すずみ たまお）（配音員：清水愛一人飾演兩角色。遊戲版為澤城美雪）

四年月組——擅長耍小手段的智將型？與渚砂同班的玉青，外表看來是恬靜嫻淑的美少女，其實是對任何事都有一套的策略家。從她身上散發出的冷靜而成熟的氣息與由此而來的獨特魄力，使她在後輩當中相當受歡迎。雖然不太容易接近，但是她對渚砂卻相當親切。經常耍弄一些小小的手腕，而只為了和渚砂在一起……！
※在動畫版中玉青是孤獨可憐又知性的女生。
- 六條 深雪（ろくじょう みゆき）（配音員：野田順子）

六年雪組——聖米雅托爾的學生會會長。成熟冷靜的學生會會長，常常因為靜馬逃走不處理公務而頭痛，常常擺出嚴厲的姿態，學生們都信服的會長。其實很愛哭，為了像靜馬一樣堅強，不斷給予自己壓力。
- 櫻木 花織（配音員：岩村琴美）

花園靜馬的「閃星」拍擋，但在年前夭亡，學園才到處找尋有魅力成為繼任閃星的少女，其中包括了渚砂和天音。
（以上資料出處：百合會論壇）

### 聖斯畢卡女學院(聖少女星女學院)
(Spica Girl's School)
- 此花 光莉（このはな ひかり）（配音員：松来未祐）

3年1組。最喜歡美麗的事物,本人也是個漂亮的美少女。剛轉學進聖斯畢卡女學院的時候遇到天音，從此之後便愛慕著對方。
- 鳳 天音（おおとり あまね）（配音員：甲斐田裕子）

5年3組。學校五大名人之首。她那如同王子 一般凜然的態度，成為全校學生憧憬的目標。因為愛上光莉的關係，所以與光莉一同參加「明星選」。
- 奧若 蕾（おくわか つぼみ）（配音員：野川櫻）

1年2組。從幼稚園開始就是個道地的聖斯畢卡學生，擔任學生會書記。性格開朗積極，只要她在就會炒熱整體氣氛。很受學姊們的喜愛。
- 南都 夜夜（なんと やや）（配音員：桑谷夏子）

3年1組。有著華族系財閥本家的身世背景，也是光莉的同班同學。雖然充滿魅力，但是個只對女孩子有興趣的純正百合。常炙熱地追求光莉。
- 冬森 詩音 （とうもり しおん）（配音員：氷青）

6年1組。曾為了未能出席草莓舍一年一度的話劇表演的角色而非常生氣，現為聖斯畢卡女學院的學生會會長。(09.02.01補充)
- 劍城 要（けんじょう かなめ）（配音員：木下紗華）

5年2組。聖斯畢卡五大名人之一。有著淡白色的肌膚、修長的手腳和精悍的外貌。動畫中與桃實是戀人。
- 鬼屋敷 桃實（きやしき ももみ）（配音員：後藤沙緒里）

5年1組。留著一頭直式螺旋髮型，外貌花俏得不像個日本人。是校園五大名人之一，擔任聖斯畢卡女學院學生會副會長。動畫中與要是戀人。

### 聖魯・莉姆女學校
(Lulim Girl's School)
- 日向 絆奈（ひゅうが きずな）（配音員：清水愛）

2年B組  轉入聖魯‧里姆，很有活力的女生。個性有點淘氣、不怕事、很開朗。喜歡跟別人牽手。
- 源 千華留（みなもと ちかる）（配音員︰中島沙樹）

5年A組  行為舉止有如聖母一般溫柔，是受到全校歡迎的魯‧里姆學生會長。嗜好是替自己喜歡的人穿好衣服打扮。
有選上「明星」之實力，但並不特別在意地位權勢，只喜歡有趣的事情。
- 白檀 籠女（びゃくだん かごめ）（配音員：福井裕佳梨）

1年C組  總是很寶貝地抱著朋友熊熊布娃娃。一旦想睡的話，在什麼地方都能睡著。
- 夏目 檸檬（なつめ れもん）（配音員：宮崎羽衣）

2年B組  是絆奈的同班同學，隸屬與美術社。在有名的學姊面前會因為緊張而說不好話，是個害羞的人。

### 漫畫版的登場人物
G's05年11月號開始漫畫版以及小說版的登場人物。跟動畫版設定有所差異。
- 冬森 詩遠（とうもり しおん）（配音員：氷青）(聖斯畢卡女學院冬森會長有在動畫上上演過!!)

- 東儀 瞳（とうぎ ひとみ）（配音員：片岡あづさ）東儀 瞳和狩野 水穗曾擔心靜馬而提出關心 在動畫中戲份極少 但還是有參與演出!  09.02.02補充

- 狩野 水穗（かのう みずほ）（配音員：河原木志穂）東儀 瞳和狩野 水穗曾擔心靜馬而提出關心 在動畫中戲份極少 但還是有參與演出!  09.02.02補充

## 漫畫版
- 台灣由尖端出版代理

Strawberry Panic!草莓狂熱1～2冊（未完）原作：公野櫻子／作畫：巧奈夢智(2007年1月3日出版)
尖端出版在推出第１冊時，曾經製作過首刷限量的贈送海報。第２冊時隨書隨機贈送角色書籤（隨機）。
- 日本由Media Works發行

1～2冊（未完）原作：公野櫻子／作畫：

## 主題曲

### 片頭曲
1. （第1集～第13集）
（作詞：畑亞貴 作曲・編曲： 歌：）
2. （第14集～第26集）
（作詞：畑亞貴 作曲・編曲： 歌：）

### 片尾曲
1. （第1集～第13集）
（作詞：畑亞貴 作曲・編曲：大久保薫 歌：中原麻衣&清水愛）
2. （第14集～第26集）
（作詞：畑亞貴 作曲・編曲：大久保薫 歌：中原麻衣&清水愛）

## 工作人員（電擊G's雜誌）
- 原作：公野櫻子（代表作「妹妹公主」）
- 人物設計：（主要）、（小說・漫畫版之後的新角色）
- 原畫：（電擊G's雜誌 2003年11月號～2005年9月號）→（同 2005年10月號～）

## 工作人員（動畫）
- 監督：迫井政行
- 製作人：丸山創、渡辺和哉、斎藤光二、酒井明雄、濱松剛、太布尚弘
- 動畫製作人：和泉將一
- 系列構成：浦畑達彥
- 劇本：浦畑達彥、高屋敷英夫、筆安一幸
- 人物設計、總作畫監督：坂井久太
- 美術監督：岡本有香
- 撮影監督：松井伸哉
- 音響監督：高桑一
- 音樂：平野義久
- 音樂製作：Lantis
- 動畫製作：MADHOUSE
- 動畫製作協助：
- 製作：

## 外部連結
- .   [2009-04-28]. （原始内容存档于2011-08-22）. （日語）